# Nesaia
Nesaia oder Nesaie (altgriechisch Νησαία, Νησαίη; lateinisch auch Nisaee) ist in der griechischen Mythologie eine Tochter des Nereus und der Okeanide Doris und somit eine der Nereiden.
Homer erwähnt sie in der Ilias im Rahmen seiner Aufzählung der Nereiden, ebenso Hesiod in seiner Theogonie. Im Nereidenkatalog bei Hyginus Mythographus fehlt sie genauso wenig wie im entsprechenden Katalog der Bibliotheke des Apollodor. Vergil nennt sie sowohl in der Aeneis als auch in den Georgica. Zudem begegnet sie in der Alexandra des Lykophron und dem entsprechenden Scholion des Johannes Tzetzes zur Stelle. Sie wurde auch in der griechischen Vasenmalerei dargestellt.